# Taburete
Taburete is een stratovulkaan in het departement Usulután in El Salvador. De berg ligt ongeveer 12 kilometer ten noordwesten van de stad Usulután en is ongeveer 1172 meter hoog.
Ten oosten van de vulkaan ligt de Usulután.